# Vot obligatoriu

Țări unde votul este obligatoriu; măsura este pusă în aplicare

Votul obligatoriu face referire la obligarea cetățenilor cu drept de vot de a vota în alegeri.
Votul obligatoriu poate fi pus în contrast cu caracterul liber-exprimat al acestuia, prezent în state precum România, unde fiecare cetățean cu drept de vot are posibilitatea de a alege să nu voteze.